# Lüneburger Heide
Lüneburger Heide er et hedelandskab i det nordlige Tyskland mellem Hannover, Hamburg og Bremen. Landskabet blev skabt i middelalderen ved fældning af skov til den saltproduktion i Lüneburg, der var en væsentlig del af det økonomiske grundlag for Hanseforbundets vækst.
En anden opfattelse er, at området er en smeltevandsslette fra istiden ligesom heden i Jylland, og at området var skovløst inden skabelsen af Hanseforbundet.   
Den 4. maj 1945 overgav de tyske styrker i Holland, Nordvesttyskland og Danmark sig til den britiske feltmarskal Bernard Law Montgomery på Lüneburger Heide. Da nazi-lederen Heinrich Himmler efter sin tilfangetagelse begik selvmord, blev liget begravet et ukendt sted på Lüneburger Heide. Gravstedet er stadig ukendt.
Ifølge de gamle sagn var det på Lüneburger Hede, at sagnhelten Sigurd Fafnersbane dræbte dragen Fafner.